# Tina Cousins
Tina Cousins, född 20 april 1974 i Leigh-on-Sea i Essex i England, är en brittisk sångare och tidigare fotomodell.
Tina Cousins debutsingel Killin’ Time gavs ut 1997 men sålde inledningsvis dåligt. Hon fick sitt genombrott efter att hon varit gästartist hos Sash! i låten Mysterious Times 1998. Därefter släppte hon den egna låten Pray och 1999 följde en återrelease av Killin’ Time och det första albumet Killing Time. 2005 kom det andra egna albumet Mastermind.

## Diskografi

### Studioalbum
- Killing Time (1999)
- Mastermind (2005)